# Liste der Straßen und Brücken in Hamburg-Tatenberg

Lage von Tatenberg in Hamburg und im Bezirk Bergedorf (hellrot)

Die Liste der Straßen und Brücken in Hamburg-Tatenberg ist eine Übersicht der im Hamburger Stadtteil Tatenberg vorhandenen Straßen und Brücken. Sie ist Teil der Liste der Verkehrsflächen in Hamburg.

## Überblick
In Tatenberg (Ortsteilnummer 613) leben 553 Einwohner (Stand: 31. Dezember 2023) auf 3,1 km². Tatenberg liegt in den Postleitzahlenbereichen 21037 und 22113 (letzteres nur der Tatenberger Weg ohne Anschrift in Tatenberg).
In Tatenberg gibt es nur acht benannte Straßen und zwei benannte Brücken. Drei Straßen und beide Brücken reichen auch in andere Stadtteile hinein.

## Übersicht der Straßen
Die nachfolgende Tabelle gibt eine Übersicht über alle benannten Verkehrsflächen im Stadtteil sowie einige dazugehörige Informationen. Im Einzelnen sind dies:
- Name/Lage: aktuelle Bezeichnung der Straße. Über den Link (Lage) kann die Straße auf verschiedenen Kartendiensten angezeigt werden. Die Geoposition gibt dabei ungefähr die Mitte an. Bei längeren Straßen, die durch zwei oder mehr Stadtteile führen, kann es daher sein, dass die Koordinate in einem anderen Stadtteil liegt.
- Straßenschlüssel: amtlicher Straßenschlüssel, bestehend aus einem Buchstaben (Anfangsbuchstabe der Straße) und einer dreistelligen Nummer.
- Länge/Maße in Metern:
Hinweis: Die in der Übersicht enthaltenen Längenangaben sind nach mathematischen Regeln auf- oder abgerundete Übersichtswerte, die im Digitalen Atlas Nord[1] mit dem dortigen Maßstab ermittelt wurden. Sie dienen eher Vergleichszwecken und werden, sofern amtliche Werte bekannt sind, ausgetauscht und gesondert gekennzeichnet.
Der Zusatz (im Stadtteil) gibt an, wie lang die Straße innerhalb des Stadtteils ist, sofern sie durch mehrere Stadtteile verläuft.
- Namensherkunft: Ursprung oder Bezug des Namens.
- Datum der Benennung: Jahr der offiziellen Benennung oder der Ersterwähnung eines Namens, bei Unsicherheiten auch die Angabe eines Zeitraums.
- Anmerkungen: Weitere Informationen bezüglich anliegender Institutionen, der Geschichte der Straße, historischer Bezeichnungen, Baudenkmale usw.
- Bild: Foto der Straße oder eines anliegenden Objektes.

| Name/Lage                             | Straßen- schlüssel | Länge/Maße (in Metern) | Namensherkunft | Datum der Benennung | Anmerkungen | Bild                                     |
| ------------------------------------- | ------------------ | ---------------------- | --- | ------------------- | --- | ---------------------------------------- |
| Beim Bieberhof (Lage)                 | B200               | 0280                   | schon im 17. Jahrhundert genannter Herrenhof, seit 1804 im Besitz der Familie Bieber, der auch Henry Bieber entstammte   | 1955                | | Beim Bieberhof                           |
| Hofschläger Weg (Lage)                | H527               | 1020                   | „Hofschlag“ als Bezeichnung für Deichabschnitte, die von nicht direkt am Deich liegenden Höfen unterhalten werden müssen | 1916                | | Hofschläger Weg                          |
| Ochsenwerder Landstraße (Lage)        | H527               | 1800 (im Stadtteil)    | Ochsenwerder, Stadtteil von Hamburg                                                                                      | 1916                | östliche Seite des Nordteils in Spadenland, Südteil in Ochsenwerder | Ochsenwerder Landstraße                  |
| Ochsenwerder Landstraßenbrücke (Lage) | –                  | 0020                   | im Zuge der Ochsenwerder Landstraße                                                                                      | 1916                | wird vom Straßenverzeichnis nur in Tatenberg geführt, obwohl sie Teil der Ochsenwerder Landstraße ist, die hier die Grenze zwischen Spadenland und Tatenberg darstellt, sodass die stadtauswärts führende Fahrbahn zu Spadenland gehört | Ochsenwerder Landstraßenbrücke (Hamburg) |
| Ruschorter Hauptdeich (Lage)          | R387               | 0950 (im Stadtteil)    | alter Flurname „Ruschort“                                                                                                | 1970                | westlicher Teil in Spadenland; folgt der Hauptdeichlinie; in Tatenberg ohne Anschriften | Ruschorter Hauptdeich (Tatenberg)        |
| Schwersweg (Lage)                     | S362               | 0130                   | Dietrich August Schwers (1870–1946), Baumeister und Mitbegründer des Ochsenwerder Heimatmuseums                          | 1955                | an der Südseite des Schwerswegs verläuft die Grenze zu Ochsenwerder | Schwersweg                               |
| Tatenberger Brücke (Lage)             | –                  | 0030 (im Stadtteil)    | über die Tatenberger Schleuse im Zuge des Tatenberger Wegs                                                               | 1961                | nördlicher Teil in Moorfleet, dort auch nur die eigentliche Brücke an der Tatenberger Schleuse | Tatenberger Brücke                       |
| Tatenberger Damm (Lage)               | T029               | 0830                   | ursprünglich Teil des Hauptdeichs zur Dove Elbe, jetzt nur Schlafdeich hinter dem Ruschorter Hauptdeich                  | 1933                | | Tatenberger Damm                         |
| Tatenberger Deich (Lage)              | T030               | 3300                   | Deich zur Dove Elbe | 1933                | | Tatenberger Deich                        |
| Tatenberger Weg (Lage)                | T031               | 0200 (im Stadtteil)    | nach dem Stadtteil | 1927                | nördlicher Hauptteil in Moorfleet | Tatenberger Weg (Tatenberg)              |